# 冥界火河號鐵殼明輪船

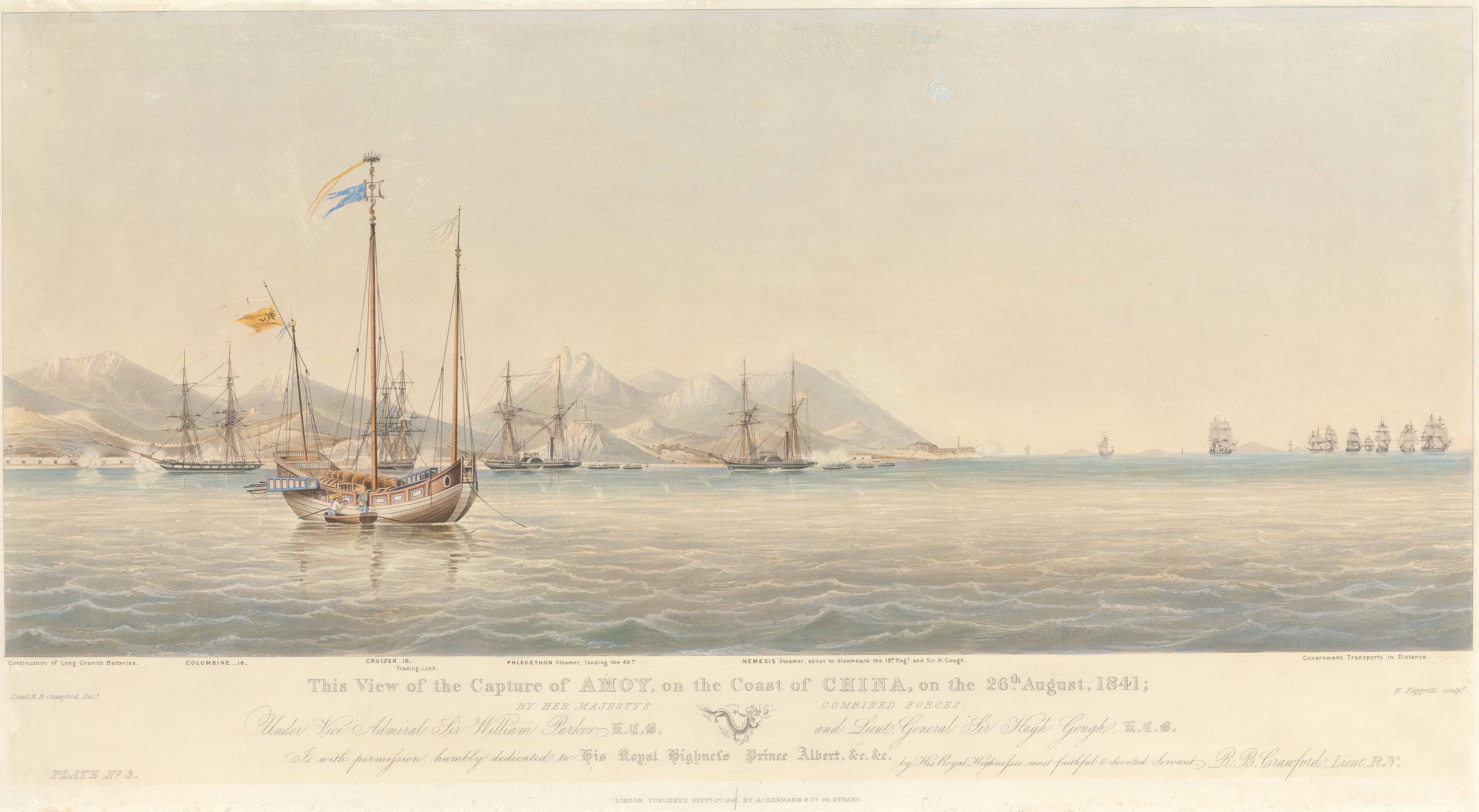
參與厦门战役

冥界火河號鐵殼明輪船（H.C. steamer Phlegethon）是英國東印度公司的一艘鐵殼明輪船。它於1840年下水，曾參與第一次鴉片戰爭。

## 建造
1838年，英國政府的印度事務局與東印度公司董事會共同決定大規模擴張公司的輪船隊，向泰晤士河畔的造船廠訂購了三艘新的木殼明輪船，即塞索斯特利斯號、皇后號和克萊奧帕特拉號，1839年1月購買了一艘兩年新的愛爾蘭貨輪基爾肯尼號，並更名為芝諾比亞號。董事會不知道的是，印度事務局主席約翰·霍布豪斯在1838年還下令公司的秘密委員會秘密安排另造六艘鐵殼明輪船，其活動的龍骨能往下伸展，增加吃水，使其既適合內河航行又適合海上航行。六艘中復仇女神號與本船都由約翰·萊爾德父子公司負責建造。

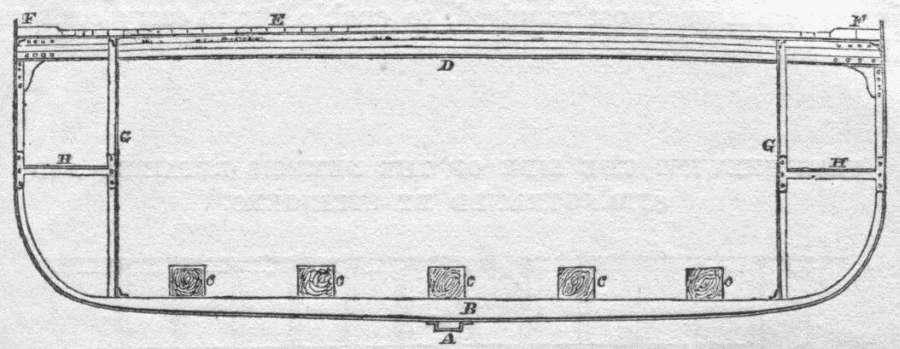
機艙剖面圖

第一艘鐵殼軍艦復仇女神號於1839年下水後，約翰·萊爾德父子公司吸取了復仇女神號在暴風雨中受損的經驗，將設計改成橫向與縱向都有水密艙壁。本船於1840年4月30日在該公司的伯肯黑德鋼鐵廠（Birkenhead Iron Works）下水，註冊總噸530長噸，90匹額定馬力的蒸汽機推動兩個明輪。本船經過3年航行後，證實了此一設計優於復仇女神號。

## 艦歷

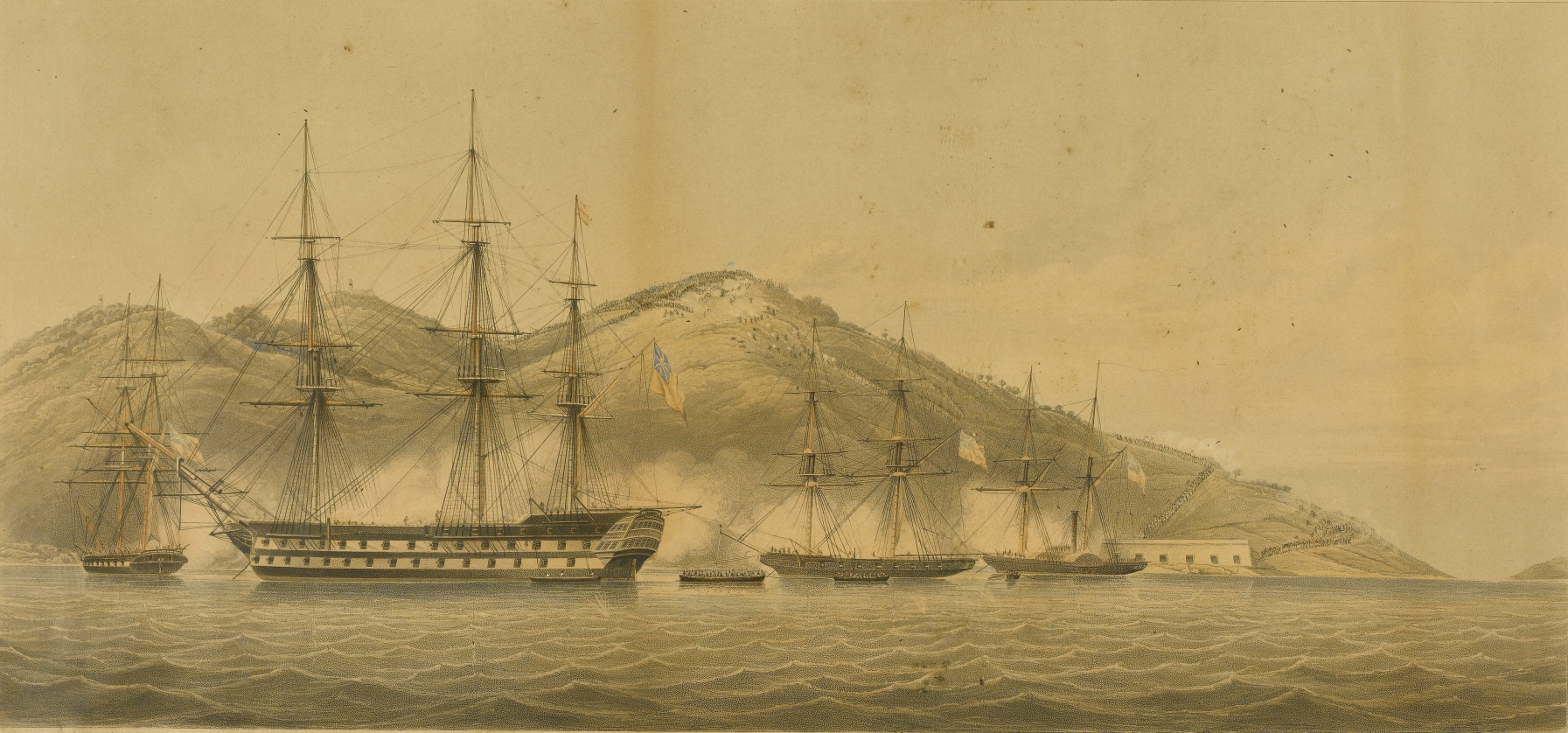
1841年第二次定海之战。本艦在圖最右

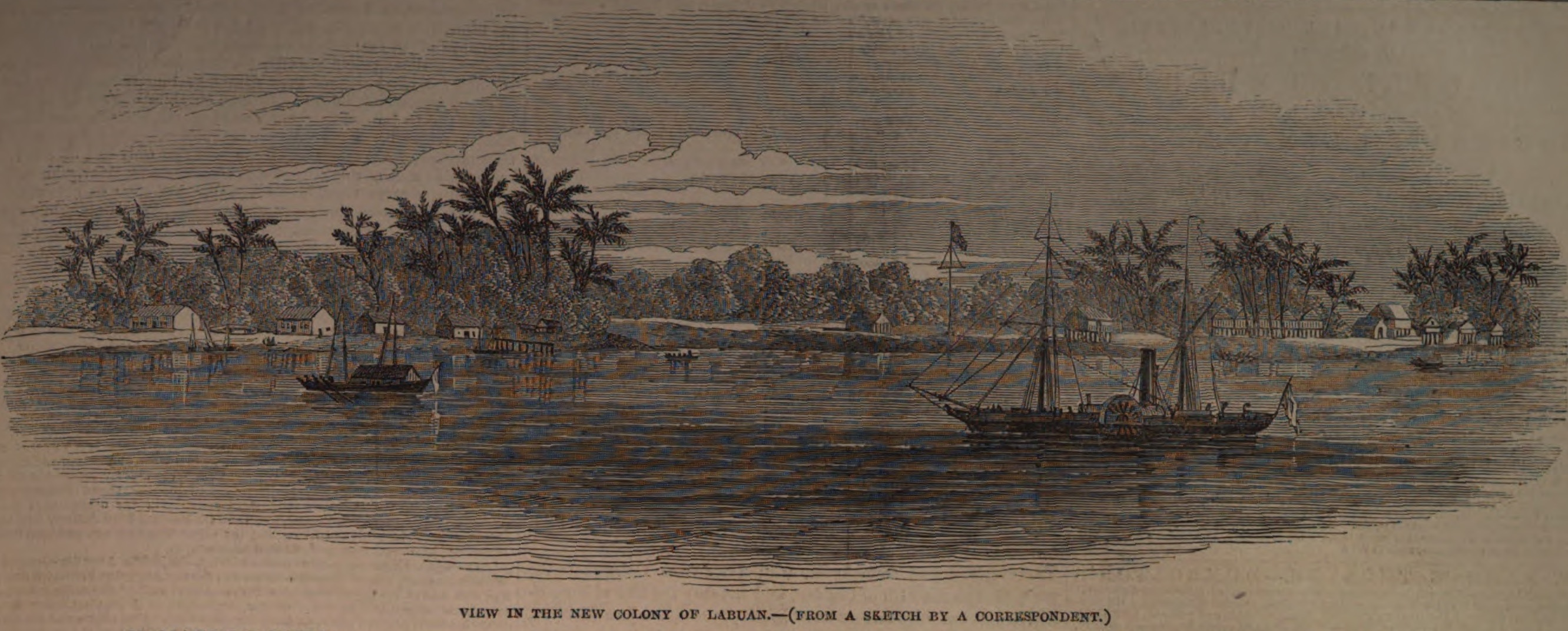
1848年8月在納閩

皇家海軍的理察·弗朗西斯·克利夫蘭（Richard Francis Cleveland）中校擔任船長，詹姆斯·約翰斯通·麥克萊弗蒂（James Johnstone McCleverty）上尉擔任大副，於1840年9月16日指揮本船前往加爾各答。它於1841年5月22日抵達加爾各答，於1841年7月起參與第一次鴉片戰爭。麥克萊弗蒂於1841年8月接任船長，於1842年12月23日升為中校。它於1843年初前往海峽殖民地與婆羅洲。它於1846年前往加爾各答，1848年9月以後回到中國。

## 榮譽及紀念
本艦有17名軍官、30名普通艦員、6名海軍陸戰隊員、19名東印度水手（總計72人）獲得1842年中國戰爭勳章。